# 凌雲会
凌雲会（りょううんかい）は、旧国民民主党のグループ。通称は前原グループ。

## 概説
2002年9月の民主党代表選挙を契機に、民主党内の保守系のグループとして発足した。
対外政策では、党を代表する外交・安保の論客である前原に代表されるように、全体的には日米安保を基軸とした現実主義的な外交路線を取る議員が多い。前原・枝野はしばしば外交論さらには人権論の観点から中国脅威論を唱え、枝野はチベット問題を考える議員連盟を通じたチベット問題への熱心な取り組みで知られる。また、枝野・仙谷は日本・台湾友好議員懇談会を通じた台湾民進党との人脈が深く、こうした様々な要因から、中国・韓国といったアジアの国々との関係強化を標榜しつつも、対中関係ではいわゆる親中派とは一線を画している。内政に関しては、経済政策では第三の道ないし社会自由主義的な改革派が多く、市場規律を重視して旧来型の公共事業の選択と集中や、自由貿易を見据えた農業政策の見直しなどを主張する。
メンバーはマスコミを含めたビジネス界や官界・松下政経塾出身の議員が中心であり、旧民進党全体では一大勢力をなす労組系の議員がほとんどいないのも特徴である。
政治手法としては、花斉会（野田グループ）同様、与党と政策で勝負する対案路線を掲げている。反面、政局や選挙を軽視している、経験が浅くワキが甘いなどと批判されることも多い。小沢グループとの対立は、こうした政治手法の差に由来する部分もある。前原代表体制での党運営、特にいわゆる堀江メール問題ではこの弱点が露呈することとなった。
なお、2002年9月の代表選で支援し、凌雲会結成のきっかけとなった野田は凌雲会に参加せず、自らのグループを主宰している。また、政策的には野田グループのほうが保守色が強く、必ずしも主張が共通しているとはいえない。しかし、経済政策や外交路線で共通する部分もあり、また経歴や年齢など民主党内の立場や、いわゆる政治と金の問題や国会における対案路線など政治手法の近さから、2005年9月の代表選で凌雲会の前原誠司を一致して支援するなど、政策集団として共同歩調を取ることが多かった。このため両グループをまとめて前原・野田グループあるいは前原・枝野・野田グループと呼ぶこともあった。
2020年には政策グループとしての活動は終了しており、それ以降は懇談会として存続しているとされる（後述参照）。

## 歴史
凌雲会は、2002年に、仙谷由人・前原誠司・枝野幸男らを中心に結成された。その前身は旧新党さきがけメンバーが1999年ごろに結成した「高朋会」である。この高朋会メンバーと旧民政党出身の羽田孜らが結成した政権戦略研究会（羽田グループ）に参加していた若手議員たちとが、2002年9月の代表選で若手議員のなかから代表候補を擁立するための議員団として結束したことが、のちに、凌雲会発足の契機となった。
この代表選では、議員団の中から名乗りを上げた前原と野田佳彦との調整の末、野田を代表候補として支援した。野田は落選したものの、若手議員のグループとして大きく存在感をアピールすることとなった。その後議員団は「凌雲会」として正式に旗揚げする。日本新党や新党さきがけ出身の議員を中心に活動し、選挙で当選してきた新人議員を取り込むことで成長していった。
2004年5月の代表選では岡田克也を無投票当選させ、2005年9月の代表選では前原を菅直人に競り勝たせる原動力となった。
2006年4月に前原が代表を辞任し、続く代表選で小沢一郎が代表に就任すると、鳩山由紀夫、菅直人を取り込む形でいわゆるトロイカ体制が民主党の基盤となり、途中2009年5月の代表選で代表が鳩山に変わったが、基本的には「小鳩体制」のまま8月の第45回衆議院議員総選挙と政権交代に至った。この間、小沢が党内における影響を強めていく中、反小沢的な議員が多い凌雲会はやや微妙な立場にあったが、対立が表面化することはなかった。鳩山内閣では仙谷が行政刷新担当大臣、前原が国土交通大臣に就任し、挙党一致的な体制の一角を担った。
しかし、2010年6月に鳩山が内閣総理大臣を辞任し、小沢も幹事長を離れると、続く代表選では6月3日に凌雲会として菅支持を決定し、菅の当選後の党役員人事では枝野が幹事長、内閣人事では仙谷が内閣官房長官と要職につき、国のかたち研究会（菅グループ）、花斉会（野田グループ）とともに主流派となった。9月の代表選でも凌雲会として菅再選を支持し、代表選後の内閣改造では前原が外務大臣に就任した。2011年1月の党役員人事では仙谷が代表代行、内閣改造では枝野が内閣官房長官に就任するなど、菅政権を支える重要な役割を担っている。
また、2010年から2011年にかけての「脱小沢」路線を主導し、陸山会事件をめぐる小沢の処遇などについて小沢グループと激しく対立した。この間、これまで不定期で開いていた会合を毎週木曜日に定例化し、所属議員への結束を促した。所属議員が一堂に会してカレーライスを食べながら幹事長室や国会対策室からの伝達事項を報告するという自民党のようなスタイルは、派閥化の象徴として話題を呼んだ。
2011年8月の代表選では、当初、野田が出馬した上で前原・野田両グループが一致して支援する方向で調整が進められていたが、凌雲会を野田支持でまとめきれず、結局、前原・野田ともに出馬することとなった。前原は在日外国人献金問題などが響き、1回目の投票で3位に終わったが、海江田万里対野田の決選投票では野田グループと2位・3位連合が組まれ、これに4位の鹿野道彦の陣営（後の素交会）も加わったため、野田が代表に選出された。
2011年11月、仙谷由人に代わって前原誠司が会長に就くことになった。また、役職を明確化することになり、顧問に仙谷由人、副会長に小宮山洋子と古川元久と渡辺周、幹事長に枝野幸男、幹事長代理に小川勝也、事務局長に福山哲郎、といった者を充てる人事を決定した。また、政治団体としての代表者は仙谷由人として届け出ていたが、これを機に前原誠司に変更することになった。
2012年9月の代表選では前原や仙谷が野田再選支持を表明した一方、凌雲会としては9月6日の会合で自主投票の方向となったが、細野豪志の不出馬表明を受け、9月11日の会合で野田再選支持を決定した。10月には細野が袂を分かつ形で基本政策研究会（細野グループ）を立ち上げた。12月の第46回衆議院議員総選挙では前会長の仙谷由人と副会長の小宮山洋子が落選し、解散時の党および内閣の主軸を野田グループとともに担っていたこともあって発言力を大幅に失った。続く代表選では一方の陣営への肩入れが党再生の妨げになることを懸念し、凌雲会としては自主投票とした一方、前原は現場で話を聞いてから投票先を決めるとした。
2013年10月、細野グループが定例会の日時を凌雲会と同じ木曜日の昼に変更し、両グループを掛け持ちするメンバーにくさびを打つ構えを見せた。2014年4月には細野グループは自誓会（細野派）に改組して派閥化し、凌雲会と完全に決別した。12月の第47回衆議院議員総選挙後に行われた2015年1月の代表選では凌雲会は岡田支持派と細野支持派に割れ、更なる求心力の低下もささやかれた。

### 民進党
2016年3月に民進党が結成され、7月の第24回参議院議員通常選挙後に行われた9月の代表選では会長の前原自ら出馬したが、幹事長として岡田執行部の路線を支える枝野が蓮舫支持を表明するなど、凌雲会内には異論もあり、結果は野田グループから出馬した蓮舫の当選に終わった。
2017年9月の代表選では、凌雲会から会長の前原と幹事長の枝野の2人が立候補を表明し、凌雲会としては8月7日の会合で前原支持を決定した（なお、事務局長の福山は枝野支持に回った）。前原当選後の党役員人事では、山尾志桜里が幹事長に内定したが、手腕への疑問や政治経験の不足から党内で異論があり、近く週刊誌のスキャンダル報道があることも判明したため、代表代行への横滑りも断念されて無役となった。9月7日発売の週刊文春で既婚男性との交際疑惑が報じられたことを受け、山尾は同日夜に離党届を提出し、翌日受理された。
10月の第48回衆議院議員総選挙では、9月28日の民進党両院議員総会で希望の党への事実上の合流方針が了承されたことを受けてメンバーも希望の党から出馬することとなったが、9月29日に希望の党代表の小池百合子東京都知事が「リベラル派は排除する」と明言したことを受け、10月2日に枝野が「立憲民主党」の結成を表明し、福山がこれに参加した。選挙後は民進党から希望の党への合流者約10人による勢力となり、前原の下、泉健太希望の党国会対策委員長を若手の筆頭に据えて活動を継続していることが報じられた。

### 国民民主党
2018年5月7日の国民民主党結成後、国民民主党所属議員ら約10人による勢力となり、8月6日から7日にかけて兵庫県で合宿を開いた際には国民民主党、無所属の議員6人が参加したことが報じられた。
2020年9月には国民民主党と立憲民主党が合流し、新・立憲民主党が結成されたが、前原はこれに加わらず、合流不参加者による新・国民民主党の結成に参加。しかし、旧・国民民主党所属の凌雲会会員の7名全員が立憲民主党に参加したため、政策グループとしては消滅し、凌雲会古株の議員の提案で懇親会に形を変えて継続することになった。2020年12月時点で約10人が凌雲会に集まっているとされるが、うち国民民主党の議員は前原のみで、他の多くは立憲民主党に所属していると報じられている。
2023年12月、前原は一部の議員らと共同して国民民主党を離党。新党の教育無償化を実現する会を立ち上げた。

## 解散時の構成

### 歴代役員
| 会長     | 幹事長   | 会計責任 | 就任年月   |
| -------- | -------- | -------- | ---------- |
| 仙谷由人 | 前原誠司 | 枝野幸男 | 2002年     |
| 前原誠司 | 枝野幸男 | 小川淳也 | 2011年11月 |
| 前原誠司 | （空席） | 城井崇   | 2017年10月 |

### 衆議院議員
- 前原誠司[77][注 5]（9回、京都2区）
- 渡辺周[78][注 6]（8回、静岡6区）
- 城井崇[注 6]（3回、比例九州・福岡10区）
- 稲富修二[注 6]（2回、比例九州・福岡2区）

（計4名）

## 解散以前の在籍者
- 松井孝治[73]
- 笠浩史、田村謙治
2010年10月4日、青山会設立に参加。
- 大島敦
2011年8月31日、素交会設立に参加。
- 井戸正枝、小原舞、小宮山洋子、高井美穂、仁木博文、三村和也[79]、村井宗明
第46回衆議院議員総選挙落選により離脱。
- 中谷智司、松浦大悟
第23回参議院議員通常選挙落選により離脱。
- 鈴木寛
2013年11月に民主党離党。2015年・2016年に安倍内閣の文部科学大臣補佐官を歴任した。
- 長島昭久[80]、北神圭朗、神風英男
2014年2月、国軸の会設立に参加。
- 細野豪志、津村啓介、田島一成
2014年4月7日、自誓会設立に参加。
- 徳永久志、林久美子、前川清成
第24回参議院議員通常選挙落選により離脱。
- 牧山弘恵
離脱後、ブリッジの会に参加。
- 大塚耕平
- 山尾志桜里
2017年9月に民進党離党。
- 枝野幸男[77][81]、 福山哲郎[77][57]
2017年10月に民進党離党と同時に離脱。
- 宮崎岳志、神山洋介
第48回衆議院議員総選挙落選により離脱。
- 菊田真紀子[82]
2017年11月に民進党離党。グループ離脱後の所属は小勝会。
- 黒岩宇洋[83]
2017年12月に民進党離党。その後は掛け持ちしている花斉会に所属。
- 安住淳
2018年5月に民進党離党。後に旧立憲民主党の会派に合流したためグループを離脱。
- 大串博志、小川勝也[78]
2018年5月に国民民主党に不参加。
- 田嶋要
2018年5月に国民民主党に不参加後は国のかたち研究会に正会員として復帰。立憲民主党入党後、小勝会参画を経てブリッジの会に移籍。
- 小川淳也
旧立憲民主党の会派に合流したためグループを離脱。その後は小勝会・サンクチュアリに参加。
- 岡本充功
- 山井和則[84]
2019年6月に旧国民民主党を除籍。グループ離脱後の所属は小勝会。
- 泉健太[85][73]
2020年9月時点ではすでにグループを離脱していることが報じられた。その後の所属は新政権研究会[注 7]。
- 古川元久、玉木雄一郎[86]
2020年8月に分党と同時に不参加を表明してグループを離脱。
- 源馬謙太郎
2020年6月に前原が日本共産党を含めた野党共闘よりも日本維新の会との共同歩調に切り替えたことにより2020年9月に離脱。その後の所属は自誓会・直諫の会・新政権研究会。
- 斉木武志、関健一郎
2020年9月に離脱。

### その他国政選挙落選・引退者
※は、国政選挙落選者、◆は、政界を引退した者。括弧内は、議員でなくなった時点での議会所属。
- 長安豊※（衆・大阪19区）[注 8]
- 仙谷由人※（衆・徳島1区）[87][77]
- 大久保勉◆（参・福岡県）

## 政治資金収支報告書の記載
| 年                 | 本年収入額  | 会費納入者数 | 備考    |
| ------------------ | ----------- | ------------ | ------- |
| 2003年（平成15年） | 317万0104円 | 20人         | [ 87 ]  |
| 2004年（平成16年） | 655万4036円 | 40人         | [ 88 ]  |
| 2005年（平成17年） | 448万044円  | 38人         | [ 89 ]  |
| 2006年（平成18年） | 133万0410円 | 42人         | [ 90 ]  |
| 2007年（平成19年） | 324万5796円 | 42人         | [ 91 ]  |
| 2008年（平成20年） | 686万4994円 | 40人         | [ 92 ]  |
| 2009年（平成21年） | 155万4879円 | 39人         | [ 93 ]  |
| 2010年（平成22年） | 858万5000円 | 90人         | [ 77 ]  |
| 2011年（平成23年） | 741万0円    | 90人         | [ 94 ]  |
| 2012年（平成24年） | 640万1149円 | 84人         | [ 95 ]  |
| 2013年（平成25年） | 270万1540円 | 29人         | [ 96 ]  |
| 2014年（平成26年） | 237万1570円 | 22人         | [ 97 ]  |
| 2015年（平成27年） | 299万1772円 | 27人         | [ 98 ]  |
| 2016年（平成28年） | 255万5000円 | 261人        | [ 99 ]  |
| 2017年（平成29年） | 152万0円    | 172人        | [ 100 ] |
| 2018年（平成30年） | 026万038円  | 30人         | [ 101 ] |
| 2019年（令和元年） | 110万029円  | 15人         | [ 102 ] |
| 2020年（令和2年）  | 056万036円  | 10人         | [ 103 ] |
| 2021年（令和3年）  | 035円       | 0人          | [ 104 ] |
| 2022年（令和4年）  | 034円       | 0人          | [ 105 ] |